# Bombardeo de la Iglesia de San Porfirio
El bombardeo de la Iglesia de San Porfirio ocurrió el 19 de octubre de 2023, por parte de la Fuerzas de Defensa de Israel, dañando la estructura religiosa, que pertenece a la Iglesia ortodoxa de Grecia en la ciudad de Gaza, Palestina. El complejo de la iglesia albergaba a cientos de palestinos desplazados en el momento del ataque aéreo, ya que se había convertido en un lugar de refugio para numerosos residentes cristianos y musulmanes en Gaza durante la guerra. El ataque provocó  dieciocho víctimas mortales.
El ejército israelí declaró que había atacado por aire un puesto de mando cercano de lanzamiento de cohetes y morteros de Hamás, y que la explosión fue el resultado de ese ataque. Información desmentida por Amnistía Internacional que no encontró indicios de que la iglesia se utilizara para realizar ataques militares.
El ataque aéreo causó daños al exterior de la iglesia y provocó el colapso de un edificio adyacente perteneciente al complejo de la iglesia. Varios heridos fueron trasladados al hospital.

## Antecedentes
La Iglesia Ortodoxa Griega de San Porfirio está situada en el barrio Zeitún de la Ciudad vieja de Gaza y alberga la tumba de San Porfirio, quien fue obispo en Gaza desde el 395 al 420 d. C. La iglesia también resultó dañada durante la campaña de bombardeos de las Fuerzas de Defensa de Israel (FDI) en la Franja de Gaza en julio de 2014, cuando sus tanques de agua fueron destruidos y una casa vecina resultó dañada por los proyectiles de las FDI. Durante el bombardeo de 2014, la iglesia había estado ofreciendo refugio a los ciudadanos de Gaza y había celebrado oraciones durante el Ramadán en el patio.
Durante los bombardeos de Israel sobre la Franja de Gaza en la guerra de Gaza la iglesia estaba sirviendo como refugio a cientos de civiles musulmanes y cristianos.
Desde comienzos del conflicto, Alexios de Tiberia, arzobispo de Jerusalén, estuvo recibiendo presiones y «continuas demandas israelíes de evacuar a los civiles de estas instituciones». Su respuesta a los israelíes fue que  no iría «a ninguna parte, porque puedo ser una esperanza para ellos, así que me quedaré en la provincia que cree en mí. ¡Si muero, tendré como destino una muerte digna!».

## Ataque aéreo
El ataque aéreo causó daños en el exterior de la iglesia y provocó el colapso de un edificio adyacente perteneciente al complejo de la iglesia.
Según las autoridades palestinas al menos 500 musulmanes y cristianos se habían refugiado en la Iglesia de los bombardeos de Israel. Un miembro de la comunidad indicó que unas 100 personas se habían refugiado en el edificio de dos pisos afectado por el ataque, y unas 400 estaban repartidas por todo el complejo. En una declaración inicial, las FDI afirmaron que aviones de combate israelíes habían atacado un centro de mando y control cercano que estaba siendo utilizado por Hamás para atacar a Israel. Sin embargo, Amnistía Internacional no encontró ningún indicio de que los edificios atacados pudieran considerarse objetivos militares o fueran utilizados por combatientes de Hamás.
Se publicaron imágenes de vídeo de la iglesia después del ataque aéreo que parecían mostrar a un joven herido siendo sacado de los escombros. Otro vídeo publicado muestra a personas buscando entre los escombros del edificio.

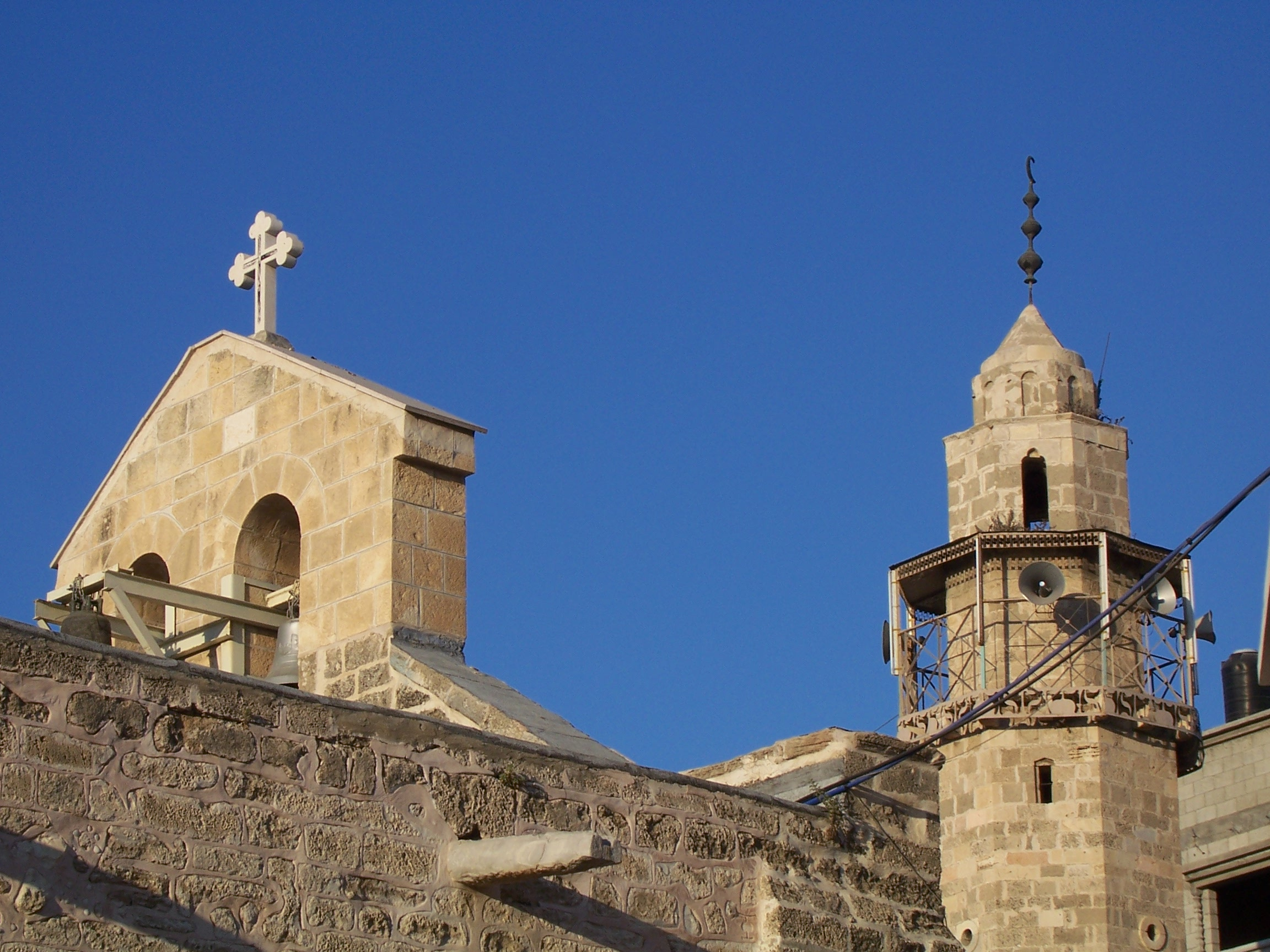
El campanario de la iglesia de San Porfirio al lado del alminar de la mezquita Katib al-Wilaya, ambos edificios sufrieron daños en el ataque

La vecina mezquita Katib al-Wilaya también sufrió importantes daños como consecuencia del ataque aéreo.
Una investigación llevada a cabo por Amnistía Internacional, determinó que estos ataques fueron ataques indiscriminados o ataques directos contra civiles o bienes civiles, que deben ser investigados como crímenes de guerra. Para llevar a cabo su investigación, Amnistía Internacional visitó los lugares de los ataques, tomó fotografías de las consecuencias de cada uno de ellos y entrevistó a un total de 14 personas, entre ellas nueve supervivientes, otros dos testigos, un familiar de las víctimas y dos dirigentes religiosos. Las autoridades israelíes no publicaron ninguna prueba creíble sobre el motivo de estos ataques. Por el contrario, en el caso del bombardeo del edificio de la iglesia, el ejército israelí publicó información contradictoria.

## Víctimas
Al menos dieciocho civiles palestinos murieron en el ataque aéreo. Un trabajador de defensa civil informó que los que estaban en los pisos inferiores habían muerto, mientras que la mayoría de los supervivientes se encontraban en los pisos superiores. Varios palestinos heridos fueron trasladados al hospital. Entre los fallecidos se encontraba el fotógrafo y archivero Marwan Tarazi, custodio del archivo del estudio de fotografía del siglo XX de Kegham Djeghalian.

## Reacciones
El Patriarcado ortodoxo griego de Jerusalén denunció enérgicamente el ataque como un crimen de guerra y acusó al ejército israelí de atacar iglesias y refugios civiles. El Arzobispo de Jerusalén añadió también que la Comunidad cristiana seguiría «comprometida con su deber religioso y moral de brindar asistencia, apoyo y refugio a quien lo necesite» y que «no abandonará su deber religioso y humanitario de los valores cristianos».
El ex congresista estadounidense Justin Amash anunció que varios de sus familiares murieron en el ataque aéreo.
El Papa Francisco mencionó el ataque en un llamamiento para que se ponga fin a los combates, se permita la entrada de ayuda humanitaria a Gaza y la liberación de los rehenes retenidos por Hamás.